# Dragoș-Cristian Dinu
Dragoș-Cristian Dinu (ur. 22 listopada 1978) – rumuński konsultant i prawnik, w latach 2016–2017 minister ds. funduszy europejskich.

## Życiorys
Ukończył studia prawnicze na Uniwersytecie Bukareszteńskim, kształcił się podyplomowo w zakresie prawa międzynarodowego. Pracował jako konsultant i szkoleniowiec dla menedżerów branży publicznej, zajmował się takimi obszarami jak polityki publiczne i planowanie strategiczne. Był koordynatorem programów Banku Światowego i UNICEF-u w takich państwach, jak Rumunia, Gruzja, Estonia, Mołdawia, Macedonia, Kosowo i Serbia. Przez 7 lat zasiadał w radzie dyrektorów CRPE, państwowego centrum zajmującego się projektami unijnymi.
W maju 2016 został sekretarzem stanu w ministerstwie ds. funduszy europejskich. W październiku tegoż roku objął kierownictwo nad tym resortem w ramach rządu Daciana Cioloșa. Zakończył pełnienie tej funkcji wraz z całym gabinetem w styczniu 2017. Powrócił następnie do działalności w branży konsultingowej w ramach firmy doradczej CPM.